# Chronique scandaleuse
Der Ausdruck Chronique scandaleuse bezeichnet eine Sammlung von Skandal- und Klatsch-Geschichten einer Epoche oder eines bestimmten Milieus.
Zum ersten Mal wurde der Ausdruck in einer um 1488 verfassten Schrift über Ludwig XI. von Frankreich und die gesellschaftlichen Zustände in der Mitte des 15. Jahrhunderts verwendet. Die Schrift hieß aber ursprünglich Chroniques du très-chréstien et victorieux Louys de Valois. Erst ein Buchhändler, der diese Schrift 1611 erneut druckte, soll ihr den Titel Chronique scandaleuse gegeben haben.
Meyers Konversationslexikon definierte den Begriff 1895 als „geheime (namentlich auch böswillig übertriebene) Auswahl Geschichte von den Thorheiten und Lastern einer Person oder eines Orts“ und führte ihn auf den französischen Dichter Claude Le Petit zurück, der unter Ludwig XIV. wegen Blasphemie hingerichtet wurde, weil er 1668 ein Werk mit dem Titel Chronique scandaleuse de Paris veröffentlicht habe, eine Satire über Straßen, Plätze, Brücken und Paläste in Paris.